# Valentin Calafeteanu
Valentin Calafeteanu (ur. 25 stycznia 1985 w Bukareszcie) – rumuński rugbysta występujący na pozycji łącznika ataku, czterokrotny mistrz i pięciokrotny zdobywca Pucharu Rumunii, reprezentant kraju, uczestnik trzech Pucharów Świata.

## Kariera klubowa
W wieku ośmiu lat zaczął uczęszczać na treningi rugby w klubie RC Grivița Bukareszt, którego jego ojciec był zawodnikiem, a przez pewien czas uprawiał też piłkę nożną. Cztery lata później za namową chrzestnego przeszedł do zespołu Metrorex București, z którym zdobywał tytuły mistrzowskie we wszystkich kategoriach juniorskich.
W 2004 roku zainteresowanie zawodnikiem wyrazili włodarze Dinama. W tym klubie spędził pięć kolejnych lat zdobywając dwa tytuły mistrza kraju w latach 2007 i 2008 oraz Puchar Rumunii w drugim z nich. Z uwagi na kłopoty finansowe klubu przeszedł w 2010 roku do mającego duże aspiracje CSU Aurel Vlaicu Arad, po roku związał się zaś z RCM Timișoara. Już w pierwszym sezonie w jego barwach zdobył Puchar Rumunii, a w zakończonej na trzecim miejscu kampanii ligowej został najlepiej punktującym zawodnikiem, zwyciężył też w klasyfikacji na najwięcej celnych karnych. W kolejnych dwóch sezonach zespół zdobywał natomiast tytuły mistrza kraju (2012 i 2013), następnie brąz w 2014 i ponownie mistrzostwo okraszone tytułem najlepiej punktującego. Zespół z Timișoary puchar kraju zdobywał także w sezonach 2014, 2015 i 2016, a w tym ostatnim Calafeteanu został uznany najlepszym graczem finałowego pojedynku.
W latach 2004–2014 występował również w rumuńskiej drużynie związkowej, która uczestniczyła co roku w European Challenge Cup jako București Rugby. 
Po kontuzjach odniesionych podczas kariery pozostały mu wszczepione metalowe płytki oraz śruby.

## Kariera reprezentacyjna
Powoływany był do juniorskich zespołów reprezentacyjnych. Z kadrą U-19 zwyciężył w Dywizji B MŚ 2004, zaś w latach 2004–2005 występował w kadrze U-20, w pierwszym z nich triumfując w mistrzostwach Europy.
Uczestnik trzech seniorskich Pucharów Świata. W 2007 wystąpił we wszystkich czterech meczach (z Włochami, Szkocją, Portugalią i Nową Zelandią) swojej drużyny zdobywając dwa punkty. Znalazł się też w trzydziestce także cztery lata później, zagrał wówczas w trzech z czterech meczów swojej drużyny (z Argentyną, Anglią i Gruzją). Znalazłszy się w składzie w edycji 2015 ponownie rozegrał cztery spotkania (z Francją, Irlandią, Kanadą i Włochami) tym razem celnie kopiąc jednego karnego. Dwukrotnie zwyciężał w IRB Nations Cup – w 2012 i 2013.
Był również zawodnikiem reprezentacji rugby 7, z którą występował m.in. w ME 2004 będącymi jednocześnie turniejem eliminacyjnym do PŚ 2005, ME 2006 czy ME 2009.